# Navettes Disneyland Paris
 (avril 2025).
Le réseau de bus des Navettes Disneyland Paris est constitué d'un ensemble de lignes de bus destinées à relier le complexe de loisirs de Disneyland Paris aux hôtels avoisinants (sous forme de navettes),, à Paris et aux deux grands aéroports d'Île-de-France (Paris-Orly et Paris-Charles-de-Gaulle) (sous forme de lignes express),.
L’exploitation du réseau est assurée soit directement par Disneyland Paris, soit par certains hôtels, soit par deux grands opérateurs locaux de transports en commun : Keolis et Transdev.
Certaines lignes sont gratuites mais réservées à la clientèle (ou au personnel) de Disneyland Paris et/ou des hôtels.
Les autres lignes (liaisons avec Paris et liaisons aéroportuaires) sont accessibles à tous moyennant le paiement d'un billet spécifique.

## Liaisons avec les hôtels Disney
| Ligne | Caractéristiques | Caractéristiques                                                | Caractéristiques                                                | Caractéristiques                                                | Caractéristiques                                                | Caractéristiques                                                | Caractéristiques                                                | Caractéristiques                                                | Caractéristiques                                                |
| ?     | Navette Disney Hotel Cheyenne | Navette Disney Hotel Cheyenne                                   | Navette Disney Hotel Cheyenne                                   | Navette Disney Hotel Cheyenne                                   | Navette Disney Hotel Cheyenne                                   | Navette Disney Hotel Cheyenne                                   | Navette Disney Hotel Cheyenne                                   | Navette Disney Hotel Cheyenne                                   | Navette Disney Hotel Cheyenne                                   |
| ?     | Disney Hotel Cheyenne ⥋ Gare de Marne-la-Vallée - Chessy (Nord) | Disney Hotel Cheyenne ⥋ Gare de Marne-la-Vallée - Chessy (Nord) | Disney Hotel Cheyenne ⥋ Gare de Marne-la-Vallée - Chessy (Nord) | Disney Hotel Cheyenne ⥋ Gare de Marne-la-Vallée - Chessy (Nord) | Disney Hotel Cheyenne ⥋ Gare de Marne-la-Vallée - Chessy (Nord) | Disney Hotel Cheyenne ⥋ Gare de Marne-la-Vallée - Chessy (Nord) | Disney Hotel Cheyenne ⥋ Gare de Marne-la-Vallée - Chessy (Nord) | Disney Hotel Cheyenne ⥋ Gare de Marne-la-Vallée - Chessy (Nord) | Disney Hotel Cheyenne ⥋ Gare de Marne-la-Vallée - Chessy (Nord) |
| ----- | --- | --------------------------------------------------------------- | --------------------------------------------------------------- | --------------------------------------------------------------- | --------------------------------------------------------------- | --------------------------------------------------------------- | --------------------------------------------------------------- | --------------------------------------------------------------- | --------------------------------------------------------------- |
| ?     | Ouverture / Fermeture 12 avril 1992 / — | Longueur 1 km                                                   | Durée 5 min                                                     | Nb. d’arrêts 2                                                  | Matériel Urbanway                                               | Jours de fonctionnement L, Ma, Me, J, V, S, D                   | Jour / Soir / Nuit / Fêtes O / O / N / O                        | Voy. / an —                                                     | Exploitant Disneyland Paris                                     |
| ?     | Desserte : - Villes et lieux desservis : Chessy et Coupvray. - Gare desservie : Marne-la-Vallée - Chessy |                                                                 |                                                                 |                                                                 |                                                                 |                                                                 |                                                                 |                                                                 |                                                                 |
| ?     | Autre : - Arrêts non accessibles aux UFR : Aucun - Amplitudes horaires : La ligne est en service tous les jours de 6 h 30 à 23 h (avec un passage toutes les 12 minutes). - Date de dernière mise à jour : 27 décembre 2020. |                                                                 |                                                                 |                                                                 |                                                                 |                                                                 |                                                                 |                                                                 |                                                                 |
| ?     | Dernière actualisation : — |                                                                 |                                                                 |                                                                 |                                                                 |                                                                 |                                                                 |                                                                 |                                                                 |
| ?     | Navette Disney Newport Bay Club | Navette Disney Newport Bay Club                                 | Navette Disney Newport Bay Club                                 | Navette Disney Newport Bay Club                                 | Navette Disney Newport Bay Club                                 | Navette Disney Newport Bay Club                                 | Navette Disney Newport Bay Club                                 | Navette Disney Newport Bay Club                                 | Navette Disney Newport Bay Club                                 |
| ?     | Disney Newport Bay Club ⥋ Gare de Marne-la-Vallée - Chessy (Nord) |                                                                 |                                                                 |                                                                 |                                                                 |                                                                 |                                                                 |                                                                 |                                                                 |
| ?     | Ouverture / Fermeture 12 avril 1992 / — | Longueur 1,9 km                                                 | Durée 7 min                                                     | Nb. d’arrêts 2                                                  | Matériel Urbanway                                               | Jours de fonctionnement L, Ma, Me, J, V, S, D                   | Jour / Soir / Nuit / Fêtes O / O / N / O                        | Voy. / an —                                                     | Exploitant Disneyland Paris                                     |
| ?     | Desserte : - Villes et lieux desservis : Chessy et Coupvray. - Gare desservie : Marne-la-Vallée - Chessy |                                                                 |                                                                 |                                                                 |                                                                 |                                                                 |                                                                 |                                                                 |                                                                 |
| ?     | Autre : - Arrêts non accessibles aux UFR : Aucun - Amplitudes horaires : La ligne est en service tous les jours de 6 h 30 à 23 h (avec un passage toutes les 12 minutes). - Date de dernière mise à jour : 27 décembre 2020. |                                                                 |                                                                 |                                                                 |                                                                 |                                                                 |                                                                 |                                                                 |                                                                 |
| ?     | Dernière actualisation : — |                                                                 |                                                                 |                                                                 |                                                                 |                                                                 |                                                                 |                                                                 |                                                                 |
| ?     | Navette Disney Hotel New York – The Art of Marvel | Navette Disney Hotel New York – The Art of Marvel               | Navette Disney Hotel New York – The Art of Marvel               | Navette Disney Hotel New York – The Art of Marvel               | Navette Disney Hotel New York – The Art of Marvel               | Navette Disney Hotel New York – The Art of Marvel               | Navette Disney Hotel New York – The Art of Marvel               | Navette Disney Hotel New York – The Art of Marvel               | Navette Disney Hotel New York – The Art of Marvel               |
| ?     | Disney Hotel New York – The Art of Marvel ⥋ Gare de Marne-la-Vallée - Chessy (Nord) |                                                                 |                                                                 |                                                                 |                                                                 |                                                                 |                                                                 |                                                                 |                                                                 |
| ?     | Ouverture / Fermeture 12 avril 1992 / — | Longueur 0,6 km                                                 | Durée 3 min                                                     | Nb. d’arrêts 2                                                  | Matériel Urbanway                                               | Jours de fonctionnement L, Ma, Me, J, V, S, D                   | Jour / Soir / Nuit / Fêtes O / O / N / O                        | Voy. / an —                                                     | Exploitant Disneyland Paris                                     |
| ?     | Desserte : - Villes et lieux desservis : Chessy. - Gare desservie : Marne-la-Vallée - Chessy |                                                                 |                                                                 |                                                                 |                                                                 |                                                                 |                                                                 |                                                                 |                                                                 |
| ?     | Autre : - Arrêts non accessibles aux UFR : Aucun - Amplitudes horaires : La ligne est en service tous les jours de 6 h 30 à 23 h (avec un passage toutes les 12 minutes). - Date de dernière mise à jour : 27 décembre 2020. |                                                                 |                                                                 |                                                                 |                                                                 |                                                                 |                                                                 |                                                                 |                                                                 |
| ?     | Dernière actualisation : — |                                                                 |                                                                 |                                                                 |                                                                 |                                                                 |                                                                 |                                                                 |                                                                 |
| ?     | Navette Disney Hotel Santa Fe | Navette Disney Hotel Santa Fe                                   | Navette Disney Hotel Santa Fe                                   | Navette Disney Hotel Santa Fe                                   | Navette Disney Hotel Santa Fe                                   | Navette Disney Hotel Santa Fe                                   | Navette Disney Hotel Santa Fe                                   | Navette Disney Hotel Santa Fe                                   | Navette Disney Hotel Santa Fe                                   |
| ?     | Disney Hotel Santa Fe ⥋ Gare de Marne-la-Vallée - Chessy (Nord) |                                                                 |                                                                 |                                                                 |                                                                 |                                                                 |                                                                 |                                                                 |                                                                 |
| ?     | Ouverture / Fermeture 12 avril 1992 / — | Longueur 1,5 km                                                 | Durée 5 min                                                     | Nb. d’arrêts 2                                                  | Matériel Urbanway                                               | Jours de fonctionnement L, Ma, Me, J, V, S, D                   | Jour / Soir / Nuit / Fêtes O / O / N / O                        | Voy. / an —                                                     | Exploitant Disneyland Paris                                     |
| ?     | Desserte : - Villes et lieux desservis : Chessy et Coupvray. - Gare desservie : Marne-la-Vallée - Chessy |                                                                 |                                                                 |                                                                 |                                                                 |                                                                 |                                                                 |                                                                 |                                                                 |
| ?     | Autre : - Arrêts non accessibles aux UFR : Aucun - Amplitudes horaires : La ligne est en service tous les jours de 6 h 30 à 23 h (avec un passage toutes les 12 minutes). - Date de dernière mise à jour : 27 décembre 2020. |                                                                 |                                                                 |                                                                 |                                                                 |                                                                 |                                                                 |                                                                 |                                                                 |
| ?     | Dernière actualisation : — |                                                                 |                                                                 |                                                                 |                                                                 |                                                                 |                                                                 |                                                                 |                                                                 |
| ?     | Navette Disney Sequoia Lodge | Navette Disney Sequoia Lodge                                    | Navette Disney Sequoia Lodge                                    | Navette Disney Sequoia Lodge                                    | Navette Disney Sequoia Lodge                                    | Navette Disney Sequoia Lodge                                    | Navette Disney Sequoia Lodge                                    | Navette Disney Sequoia Lodge                                    | Navette Disney Sequoia Lodge                                    |
| ?     | Disney Sequoia Lodge ⥋ Gare de Marne-la-Vallée - Chessy (Nord) |                                                                 |                                                                 |                                                                 |                                                                 |                                                                 |                                                                 |                                                                 |                                                                 |
| ?     | Ouverture / Fermeture 27 mai 1992 / — | Longueur 1,5 km                                                 | Durée 5 min                                                     | Nb. d’arrêts 2                                                  | Matériel Urbanway                                               | Jours de fonctionnement L, Ma, Me, J, V, S, D                   | Jour / Soir / Nuit / Fêtes O / O / N / O                        | Voy. / an —                                                     | Exploitant Disneyland Paris                                     |
| ?     | Desserte : - Villes et lieux desservis : Chessy et Coupvray. - Gare desservie : Marne-la-Vallée - Chessy |                                                                 |                                                                 |                                                                 |                                                                 |                                                                 |                                                                 |                                                                 |                                                                 |
| ?     | Autre : - Arrêts non accessibles aux UFR : Aucun - Amplitudes horaires : La ligne est en service tous les jours de 6 h 30 à 23 h (avec un passage toutes les 12 minutes). - Date de dernière mise à jour : 27 décembre 2020. |                                                                 |                                                                 |                                                                 |                                                                 |                                                                 |                                                                 |                                                                 |                                                                 |
| ?     | Dernière actualisation : — |                                                                 |                                                                 |                                                                 |                                                                 |                                                                 |                                                                 |                                                                 |                                                                 |

## Liaisons avec les hôtels partenaires

### Magny-le-Hongre (Val de France)
| Ligne | Caractéristiques | Caractéristiques | Caractéristiques | Caractéristiques | Caractéristiques | Caractéristiques | Caractéristiques | Caractéristiques | Caractéristiques |
| ?     | Navette Hôtels du Val de France, | Navette Hôtels du Val de France,                                                                                            | Navette Hôtels du Val de France,                                                                                            | Navette Hôtels du Val de France,                                                                                            | Navette Hôtels du Val de France,                                                                                            | Navette Hôtels du Val de France,                                                                                            | Navette Hôtels du Val de France,                                                                                            | Navette Hôtels du Val de France,                                                                                            | Navette Hôtels du Val de France,                                                                                            |
| ?     | Hôtels du Val de France (B&B, Explorers, Dream Castle, Magic Circus et Campanile) ⥋ Gare de Marne-la-Vallée - Chessy (Nord)                                                                                               | Hôtels du Val de France (B&B, Explorers, Dream Castle, Magic Circus et Campanile) ⥋ Gare de Marne-la-Vallée - Chessy (Nord) | Hôtels du Val de France (B&B, Explorers, Dream Castle, Magic Circus et Campanile) ⥋ Gare de Marne-la-Vallée - Chessy (Nord) | Hôtels du Val de France (B&B, Explorers, Dream Castle, Magic Circus et Campanile) ⥋ Gare de Marne-la-Vallée - Chessy (Nord) | Hôtels du Val de France (B&B, Explorers, Dream Castle, Magic Circus et Campanile) ⥋ Gare de Marne-la-Vallée - Chessy (Nord) | Hôtels du Val de France (B&B, Explorers, Dream Castle, Magic Circus et Campanile) ⥋ Gare de Marne-la-Vallée - Chessy (Nord) | Hôtels du Val de France (B&B, Explorers, Dream Castle, Magic Circus et Campanile) ⥋ Gare de Marne-la-Vallée - Chessy (Nord) | Hôtels du Val de France (B&B, Explorers, Dream Castle, Magic Circus et Campanile) ⥋ Gare de Marne-la-Vallée - Chessy (Nord) | Hôtels du Val de France (B&B, Explorers, Dream Castle, Magic Circus et Campanile) ⥋ Gare de Marne-la-Vallée - Chessy (Nord) |
| ----- | --- | --- | --- | --- | --- | --- | --- | --- | --- |
| ?     | Ouverture / Fermeture 1er juillet 2017, / — | Longueur 3,4 km | Durée 15 à 20 min | Nb. d’arrêts 6 | Matériel A23 G EEV,Citelis18,Kent C                                                                                         | Jours de fonctionnement L, Ma, Me, J, V, S, D                                                                               | Jour / Soir / Nuit / Fêtes O / O / N / O                                                                                    | Voy. / an — | Exploitant Pret à Partir Paris                                                                                              |
| ?     | Desserte : - Villes et lieux desservis : Magny-le-Hongre et Chessy. - Gare desservie : Marne-la-Vallée - Chessy | | | | | | | | |
| ?     | Autre : - Arrêts non accessibles aux UFR : Aucun - Amplitudes horaires : La ligne est en service tous les jours de 7 h à 23 h (avec un passage toutes les 15 minutes). - Date de dernière mise à jour : 28 décembre 2020. | | | | | | | | |
| ?     | Dernière actualisation : — | | | | | | | | |

### Bailly-Romainvilliers
| Ligne | Caractéristiques | Caractéristiques                                               | Caractéristiques                                               | Caractéristiques                                               | Caractéristiques                                               | Caractéristiques                                               | Caractéristiques                                               | Caractéristiques                                               | Caractéristiques                                               |
| ?     | Navette ApartHôtel Stay City | Navette ApartHôtel Stay City                                   | Navette ApartHôtel Stay City                                   | Navette ApartHôtel Stay City                                   | Navette ApartHôtel Stay City                                   | Navette ApartHôtel Stay City                                   | Navette ApartHôtel Stay City                                   | Navette ApartHôtel Stay City                                   | Navette ApartHôtel Stay City                                   |
| ?     | ApartHôtel Stay City ⥋ Gare de Marne-la-Vallée - Chessy (Nord) | ApartHôtel Stay City ⥋ Gare de Marne-la-Vallée - Chessy (Nord) | ApartHôtel Stay City ⥋ Gare de Marne-la-Vallée - Chessy (Nord) | ApartHôtel Stay City ⥋ Gare de Marne-la-Vallée - Chessy (Nord) | ApartHôtel Stay City ⥋ Gare de Marne-la-Vallée - Chessy (Nord) | ApartHôtel Stay City ⥋ Gare de Marne-la-Vallée - Chessy (Nord) | ApartHôtel Stay City ⥋ Gare de Marne-la-Vallée - Chessy (Nord) | ApartHôtel Stay City ⥋ Gare de Marne-la-Vallée - Chessy (Nord) | ApartHôtel Stay City ⥋ Gare de Marne-la-Vallée - Chessy (Nord) |
| ----- | --- | -------------------------------------------------------------- | -------------------------------------------------------------- | -------------------------------------------------------------- | -------------------------------------------------------------- | -------------------------------------------------------------- | -------------------------------------------------------------- | -------------------------------------------------------------- | -------------------------------------------------------------- |
| ?     | Ouverture / Fermeture — / — | Longueur 4,7 km                                                | Durée 10 min                                                   | Nb. d’arrêts 2                                                 | Matériel —                                                     | Jours de fonctionnement L, Ma, Me, J, V, S, D                  | Jour / Soir / Nuit / Fêtes O / O / N / O                       | Voy. / an —                                                    | Exploitant Stay City                                           |
| ?     | Desserte : - Villes et lieux desservis : Bailly-Romainvilliers et Chessy. - Gare desservie : Marne-la-Vallée - Chessy                                                                                          |                                                                |                                                                |                                                                |                                                                |                                                                |                                                                |                                                                |                                                                |
| ?     | Autre : - Arrêts non accessibles aux UFR : - - Amplitudes horaires : La ligne est en service du lundi au dimanche selon les horaires d'ouverture des parcs. - Date de dernière mise à jour : 29 juin 2020.     |                                                                |                                                                |                                                                |                                                                |                                                                |                                                                |                                                                |                                                                |
| ?     | Dernière actualisation : — |                                                                |                                                                |                                                                |                                                                |                                                                |                                                                |                                                                |                                                                |
| ?     | Navette Hôtels Radisson Blu et Marriott | Navette Hôtels Radisson Blu et Marriott                        | Navette Hôtels Radisson Blu et Marriott                        | Navette Hôtels Radisson Blu et Marriott                        | Navette Hôtels Radisson Blu et Marriott                        | Navette Hôtels Radisson Blu et Marriott                        | Navette Hôtels Radisson Blu et Marriott                        | Navette Hôtels Radisson Blu et Marriott                        | Navette Hôtels Radisson Blu et Marriott                        |
| ?     | Hôtel Marriott ⥋ Gare de Marne-la-Vallée - Chessy (Nord) |                                                                |                                                                |                                                                |                                                                |                                                                |                                                                |                                                                |                                                                |
| ?     | Ouverture / Fermeture — / — | Longueur 4,7 km                                                | Durée 10 min                                                   | Nb. d’arrêts 3                                                 | Matériel —                                                     | Jours de fonctionnement L, Ma, Me, J, V, S, D                  | Jour / Soir / Nuit / Fêtes O / O / N / O                       | Voy. / an —                                                    | Exploitant Radisson Blu-Marriott                               |
| ?     | Desserte : - Villes et lieux desservis : Bailly-Romainvilliers et Chessy. - Gare desservie : Marne-la-Vallée - Chessy                                                                                          |                                                                |                                                                |                                                                |                                                                |                                                                |                                                                |                                                                |                                                                |
| ?     | Autre : - Arrêts non accessibles aux UFR : Aucun - Amplitudes horaires : La ligne est en service du lundi au dimanche selon les horaires d'ouverture des parcs. - Date de dernière mise à jour : 29 juin 2020. |                                                                |                                                                |                                                                |                                                                |                                                                |                                                                |                                                                |                                                                |
| ?     | Dernière actualisation : — |                                                                |                                                                |                                                                |                                                                |                                                                |                                                                |                                                                |                                                                |

### Serris et Chessy (Centre Urbain)
| Ligne | Caractéristiques | Caractéristiques                                                                                        | Caractéristiques                                                                                        | Caractéristiques                                                                                        | Caractéristiques                                                                                        | Caractéristiques                                                                                        | Caractéristiques                                                                                        | Caractéristiques                                                                                        | Caractéristiques                                                                                        |
| ?     | Navette Hôtels Centre Urbain | Navette Hôtels Centre Urbain                                                                            | Navette Hôtels Centre Urbain                                                                            | Navette Hôtels Centre Urbain                                                                            | Navette Hôtels Centre Urbain                                                                            | Navette Hôtels Centre Urbain                                                                            | Navette Hôtels Centre Urbain                                                                            | Navette Hôtels Centre Urbain                                                                            | Navette Hôtels Centre Urbain                                                                            |
| ?     | Hôtels du Val d’Europe (L'Elysée, Hipark et Aparthotel Adagio) ⥋ Gare de Marne-la-Vallée - Chessy (Sud) | Hôtels du Val d’Europe (L'Elysée, Hipark et Aparthotel Adagio) ⥋ Gare de Marne-la-Vallée - Chessy (Sud) | Hôtels du Val d’Europe (L'Elysée, Hipark et Aparthotel Adagio) ⥋ Gare de Marne-la-Vallée - Chessy (Sud) | Hôtels du Val d’Europe (L'Elysée, Hipark et Aparthotel Adagio) ⥋ Gare de Marne-la-Vallée - Chessy (Sud) | Hôtels du Val d’Europe (L'Elysée, Hipark et Aparthotel Adagio) ⥋ Gare de Marne-la-Vallée - Chessy (Sud) | Hôtels du Val d’Europe (L'Elysée, Hipark et Aparthotel Adagio) ⥋ Gare de Marne-la-Vallée - Chessy (Sud) | Hôtels du Val d’Europe (L'Elysée, Hipark et Aparthotel Adagio) ⥋ Gare de Marne-la-Vallée - Chessy (Sud) | Hôtels du Val d’Europe (L'Elysée, Hipark et Aparthotel Adagio) ⥋ Gare de Marne-la-Vallée - Chessy (Sud) | Hôtels du Val d’Europe (L'Elysée, Hipark et Aparthotel Adagio) ⥋ Gare de Marne-la-Vallée - Chessy (Sud) |
| ----- | --- | --- | --- | --- | --- | --- | --- | --- | --- |
| ?     | Ouverture / Fermeture 1er juillet 2017, / — | Longueur 2,4 km                                                                                         | Durée 10 à 15 min                                                                                       | Nb. d’arrêts 4                                                                                          | Matériel Urbino 18                                                                                      | Jours de fonctionnement L, Ma, Me, J, V, S, D                                                           | Jour / Soir / Nuit / Fêtes O / O / N / O                                                                | Voy. / an —                                                                                             | Exploitant Transdev Europe Autocars                                                                     |
| ?     | Desserte : - Villes et lieux desservis : Serris (centre commercial, musée aquatique Sea Life, Vallée Outlet Shopping) et Chessy. - Gares desservies : Marne-la-Vallée - Chessy et Val d'Europe                                                               | | | | | | | | |
| ?     | Autre : - Arrêts non accessibles aux UFR : Aucun - Amplitudes horaires : La ligne est en service tous les jours selon les horaires d'ouverture des parcs (de 8 h 30 à 23 h 45 ou 0 h 45 en haute saison). - Date de dernière mise à jour : 28 décembre 2020. | | | | | | | | |
| ?     | Dernière actualisation : — | | | | | | | | |
| ?     | Navette Relais Spa | Navette Relais Spa                                                                                      | Navette Relais Spa                                                                                      | Navette Relais Spa                                                                                      | Navette Relais Spa                                                                                      | Navette Relais Spa                                                                                      | Navette Relais Spa                                                                                      | Navette Relais Spa                                                                                      | Navette Relais Spa                                                                                      |
| ?     | Hôtel Relais Spa ⥋ Gare de Marne-la-Vallée - Chessy (Sud) | | | | | | | | |
| ?     | Ouverture / Fermeture — / — | Longueur 2 km                                                                                           | Durée 7 min                                                                                             | Nb. d’arrêts 2                                                                                          | Matériel Setra 415NF,Citaro C2                                                                          | Jours de fonctionnement L, Ma, Me, J, V, S, D                                                           | Jour / Soir / Nuit / Fêtes O / O / N / O                                                                | Voy. / an —                                                                                             | Exploitant Disney Bus                                                                                   |
| ?     | Desserte : - Villes et lieux desservis : Chessy. - Gares desservies : Marne-la-Vallée - Chessy et Val d'Europe | | | | | | | | |
| ?     | Autre : - Arrêts non accessibles aux UFR : - - Amplitudes horaires : La ligne est en service du lundi au dimanche selon les horaires d'ouverture des parcs. - Date de dernière mise à jour : 29 juin 2020.                                                   | | | | | | | | |
| ?     | Dernière actualisation : — | | | | | | | | |

### Montévrain
| Ligne | Caractéristiques | Caractéristiques                                                   | Caractéristiques                                                   | Caractéristiques                                                   | Caractéristiques                                                   | Caractéristiques                                                   | Caractéristiques                                                   | Caractéristiques                                                   | Caractéristiques                                                   |
| ?     | Navette Appart'City | Navette Appart'City                                                | Navette Appart'City                                                | Navette Appart'City                                                | Navette Appart'City                                                | Navette Appart'City                                                | Navette Appart'City                                                | Navette Appart'City                                                | Navette Appart'City                                                |
| ?     | Hôtel Appart'City Confort ⥋ Gare de Marne-la-Vallée - Chessy (Sud) | Hôtel Appart'City Confort ⥋ Gare de Marne-la-Vallée - Chessy (Sud) | Hôtel Appart'City Confort ⥋ Gare de Marne-la-Vallée - Chessy (Sud) | Hôtel Appart'City Confort ⥋ Gare de Marne-la-Vallée - Chessy (Sud) | Hôtel Appart'City Confort ⥋ Gare de Marne-la-Vallée - Chessy (Sud) | Hôtel Appart'City Confort ⥋ Gare de Marne-la-Vallée - Chessy (Sud) | Hôtel Appart'City Confort ⥋ Gare de Marne-la-Vallée - Chessy (Sud) | Hôtel Appart'City Confort ⥋ Gare de Marne-la-Vallée - Chessy (Sud) | Hôtel Appart'City Confort ⥋ Gare de Marne-la-Vallée - Chessy (Sud) |
| ----- | --- | ------------------------------------------------------------------ | ------------------------------------------------------------------ | ------------------------------------------------------------------ | ------------------------------------------------------------------ | ------------------------------------------------------------------ | ------------------------------------------------------------------ | ------------------------------------------------------------------ | ------------------------------------------------------------------ |
| ?     | Ouverture / Fermeture — / — | Longueur 4 km                                                      | Durée 10 min                                                       | Nb. d’arrêts 2                                                     | Matériel —                                                         | Jours de fonctionnement L, Ma, Me, J, V, S, D                      | Jour / Soir / Nuit / Fêtes O / O / N / O                           | Voy. / an —                                                        | Exploitant Appart'City                                             |
| ?     | Desserte : - Villes et lieux desservis : Montévrain et Chessy. - Gare desservie : Marne-la-Vallée - Chessy |                                                                    |                                                                    |                                                                    |                                                                    |                                                                    |                                                                    |                                                                    |                                                                    |
| ?     | Autre : - Arrêts non accessibles aux UFR : Tous - Amplitudes horaires : La ligne est en service du lundi au dimanche selon les horaires d'ouverture des parcs. - Date de dernière mise à jour : 29 juin 2020. |                                                                    |                                                                    |                                                                    |                                                                    |                                                                    |                                                                    |                                                                    |                                                                    |
| ?     | Dernière actualisation : — |                                                                    |                                                                    |                                                                    |                                                                    |                                                                    |                                                                    |                                                                    |                                                                    |

## Liaisons entre pôles

### Liaisons avec Paris (Disneyland Paris Express)
| Ligne | Caractéristiques | Caractéristiques                                    | Caractéristiques                                    | Caractéristiques                                    | Caractéristiques                                    | Caractéristiques                                    | Caractéristiques                                    | Caractéristiques                                    | Caractéristiques                                    |
| ?     | Disneyland Paris Express 1 | Disneyland Paris Express 1                          | Disneyland Paris Express 1                          | Disneyland Paris Express 1                          | Disneyland Paris Express 1                          | Disneyland Paris Express 1                          | Disneyland Paris Express 1                          | Disneyland Paris Express 1                          | Disneyland Paris Express 1                          |
| ?     | Gare du Nord ⥋ Disneyland Paris (Parking visiteurs) | Gare du Nord ⥋ Disneyland Paris (Parking visiteurs) | Gare du Nord ⥋ Disneyland Paris (Parking visiteurs) | Gare du Nord ⥋ Disneyland Paris (Parking visiteurs) | Gare du Nord ⥋ Disneyland Paris (Parking visiteurs) | Gare du Nord ⥋ Disneyland Paris (Parking visiteurs) | Gare du Nord ⥋ Disneyland Paris (Parking visiteurs) | Gare du Nord ⥋ Disneyland Paris (Parking visiteurs) | Gare du Nord ⥋ Disneyland Paris (Parking visiteurs) |
| ----- | --- | --------------------------------------------------- | --------------------------------------------------- | --------------------------------------------------- | --------------------------------------------------- | --------------------------------------------------- | --------------------------------------------------- | --------------------------------------------------- | --------------------------------------------------- |
| ?     | Ouverture / Fermeture 12 avril 1992 / — | Longueur 47,1 km                                    | Durée 90 min                                        | Nb. d’arrêts 4                                      | Matériel —                                          | Jours de fonctionnement L, Ma, Me, J, V, S, D       | Jour / Soir / Nuit / Fêtes O / O / N / O            | Voy. / an —                                         | Exploitant Disneyland Paris                         |
| ?     | Desserte : - Villes et lieux desservis : Paris (Gare du Nord, Opéra et Châtelet) et Chessy. - Stations et gares desservies : Gare du Nord, Opéra, Châtelet et Marne-la-Vallée - Chessy. |                                                     |                                                     |                                                     |                                                     |                                                     |                                                     |                                                     |                                                     |
| ?     | Autre : - Arrêts non accessibles aux UFR : Aucun - Amplitudes horaires : La ligne assure, tous les jours de l'année, un aller-retour quotidien avec un départ de Paris (Gare du Nord - 83 rue de Maubeuge) à 8 h 15 et un départ de Disneyland à 20 h (ou à 21 h en cas de fermeture plus tardive). - Date de dernière mise à jour : 23 février 2023. |                                                     |                                                     |                                                     |                                                     |                                                     |                                                     |                                                     |                                                     |
| ?     | Dernière actualisation : — |                                                     |                                                     |                                                     |                                                     |                                                     |                                                     |                                                     |                                                     |
| ?     | Disneyland Paris Express 2 | Disneyland Paris Express 2                          | Disneyland Paris Express 2                          | Disneyland Paris Express 2                          | Disneyland Paris Express 2                          | Disneyland Paris Express 2                          | Disneyland Paris Express 2                          | Disneyland Paris Express 2                          | Disneyland Paris Express 2                          |
| ?     | Tour Eiffel ⥋ Disneyland Paris (Parking visiteurs) |                                                     |                                                     |                                                     |                                                     |                                                     |                                                     |                                                     |                                                     |
| ?     | Ouverture / Fermeture 12 avril 1992 / — | Longueur 45,8 km                                    | Durée 75 min                                        | Nb. d’arrêts 2                                      | Matériel —                                          | Jours de fonctionnement L, Ma, Me, J, V, S, D       | Jour / Soir / Nuit / Fêtes O / O / N / O            | Voy. / an —                                         | Exploitant Disneyland Paris                         |
| ?     | Desserte : - Villes et lieux desservis : Paris (Tour Eiffel) et Chessy. - Stations et gares desservies : Bir-Hakeim, Champ de Mars - Tour Eiffel et Marne-la-Vallée - Chessy. |                                                     |                                                     |                                                     |                                                     |                                                     |                                                     |                                                     |                                                     |
| ?     | Autre : - Arrêts non accessibles aux UFR : Aucun - Amplitudes horaires : La ligne assure, tous les jours de l'année, un aller-retour quotidien avec un départ de Paris (Tour Eiffel - 14/16 rue Jean Rey) à 8 h 30 et un départ de Disneyland à 20 h (ou à 21 h en cas de fermeture plus tardive). - Date de dernière mise à jour : 23 février 2023.  |                                                     |                                                     |                                                     |                                                     |                                                     |                                                     |                                                     |                                                     |
| ?     | Dernière actualisation : — |                                                     |                                                     |                                                     |                                                     |                                                     |                                                     |                                                     |                                                     |

### Liaisons avec les aéroports parisiens (Magical Shuttle)
| Ligne       | Caractéristiques | Caractéristiques                                                             | Caractéristiques                                                             | Caractéristiques                                                             | Caractéristiques                                                             | Caractéristiques                                                             | Caractéristiques                                                             | Caractéristiques                                                             | Caractéristiques                                                             |
| MS Orly     | Magical Shuttle ORY | Magical Shuttle ORY                                                          | Magical Shuttle ORY                                                          | Magical Shuttle ORY                                                          | Magical Shuttle ORY                                                          | Magical Shuttle ORY                                                          | Magical Shuttle ORY                                                          | Magical Shuttle ORY                                                          | Magical Shuttle ORY                                                          |
| MS Orly     | Aéroport de Paris-Orly (Orly 1, 2, 3 et Orly 4) ⥋ Hôtels de Disneyland Paris | Aéroport de Paris-Orly (Orly 1, 2, 3 et Orly 4) ⥋ Hôtels de Disneyland Paris | Aéroport de Paris-Orly (Orly 1, 2, 3 et Orly 4) ⥋ Hôtels de Disneyland Paris | Aéroport de Paris-Orly (Orly 1, 2, 3 et Orly 4) ⥋ Hôtels de Disneyland Paris | Aéroport de Paris-Orly (Orly 1, 2, 3 et Orly 4) ⥋ Hôtels de Disneyland Paris | Aéroport de Paris-Orly (Orly 1, 2, 3 et Orly 4) ⥋ Hôtels de Disneyland Paris | Aéroport de Paris-Orly (Orly 1, 2, 3 et Orly 4) ⥋ Hôtels de Disneyland Paris | Aéroport de Paris-Orly (Orly 1, 2, 3 et Orly 4) ⥋ Hôtels de Disneyland Paris | Aéroport de Paris-Orly (Orly 1, 2, 3 et Orly 4) ⥋ Hôtels de Disneyland Paris |
| ----------- | --- | ---------------------------------------------------------------------------- | ---------------------------------------------------------------------------- | ---------------------------------------------------------------------------- | ---------------------------------------------------------------------------- | ---------------------------------------------------------------------------- | ---------------------------------------------------------------------------- | ---------------------------------------------------------------------------- | ---------------------------------------------------------------------------- |
| MS Orly     | Ouverture / Fermeture 12 avril 1992 / — | Longueur 51,3 km                                                             | Durée 95-100 min                                                             | Nb. d’arrêts 8                                                               | Matériel —                                                                   | Jours de fonctionnement L, Ma, Me, J, V, S, D                                | Jour / Soir / Nuit / Fêtes O / O / N / O                                     | Voy. / an 500 000,                                                           | Exploitant Transdev Europe Autocars                                          |
| MS Orly     | Desserte : - Villes et lieux desservis : Aéroport de Paris-Orly, Coupvray et Chessy (Disneyland Paris). - Gares desservies : Orly 1, 2, 3 (Orlyval), Orly 4 (Orlyval) et Marne-la-Vallée - Chessy. |                                                                              |                                                                              |                                                                              |                                                                              |                                                                              |                                                                              |                                                                              |                                                                              |
| MS Orly     | Autre : - Arrêts non accessibles aux UFR : Tous - Amplitudes horaires : Le service est assuré tous les jours (à raison d'un bus par heure environ) de 6 h 20 à 17 h 20 vers Aéroport d'Orly et de 9 h à 19 h vers Disneyland Paris. - Date de dernière mise à jour : 23 février 2023. |                                                                              |                                                                              |                                                                              |                                                                              |                                                                              |                                                                              |                                                                              |                                                                              |
| MS Orly     | Dernière actualisation : — |                                                                              |                                                                              |                                                                              |                                                                              |                                                                              |                                                                              |                                                                              |                                                                              |
| MS CDG      | Magical Shuttle CDG | Magical Shuttle CDG                                                          | Magical Shuttle CDG                                                          | Magical Shuttle CDG                                                          | Magical Shuttle CDG                                                          | Magical Shuttle CDG                                                          | Magical Shuttle CDG                                                          | Magical Shuttle CDG                                                          | Magical Shuttle CDG                                                          |
| MS CDG      | Aéroport de Paris-Charles-de-Gaulle (Terminaux 1 et 2E/2F) ⥋ Hôtels de Disneyland Paris |                                                                              |                                                                              |                                                                              |                                                                              |                                                                              |                                                                              |                                                                              |                                                                              |
| MS CDG      | Ouverture / Fermeture 12 avril 1992 / — | Longueur 42,4 km                                                             | Durée 85-110 min                                                             | Nb. d’arrêts 8                                                               | Matériel —                                                                   | Jours de fonctionnement L, Ma, Me, J, V, S, D                                | Jour / Soir / Nuit / Fêtes O / O / N / O                                     | Voy. / an 500 000,                                                           | Exploitant Transdev Europe Autocars                                          |
| MS CDG      | Desserte : - Villes et lieux desservis : Aéroport de Paris-Charles-de-Gaulle, Coupvray et Chessy (Disneyland Paris). - Gares desservies : CDG Terminal 1 (CDGVAL), Aéroport Charles-de-Gaulle 2 TGV et Marne-la-Vallée - Chessy. |                                                                              |                                                                              |                                                                              |                                                                              |                                                                              |                                                                              |                                                                              |                                                                              |
| MS CDG      | Autre : - Arrêts non accessibles aux UFR : Tous - Amplitudes horaires : Le service est assuré tous les jours (à raison d'un bus par heure environ) de 6 h 30 à 18 h 30 vers Aéroport CDG et de 9 h à 19 h 45 vers Disneyland Paris. - Particularités : L'arrêt Terminal 2E/2F (Porte 8) est desservi par toutes les navettes de la ligne (au départ comme à l'arrivée) tandis que l'arrêt Terminal 1 (Porte 32) n'est desservi qu'au départ de l'aéroport et par une navette sur deux uniquement (entre 9 h 55 et 18 h 20). - Date de dernière mise à jour : 23 février 2023. |                                                                              |                                                                              |                                                                              |                                                                              |                                                                              |                                                                              |                                                                              |                                                                              |
| MS CDG      | Dernière actualisation : — |                                                                              |                                                                              |                                                                              |                                                                              |                                                                              |                                                                              |                                                                              |                                                                              |
| MS Selected | Magical Shuttle SEL | Magical Shuttle SEL                                                          | Magical Shuttle SEL                                                          | Magical Shuttle SEL                                                          | Magical Shuttle SEL                                                          | Magical Shuttle SEL                                                          | Magical Shuttle SEL                                                          | Magical Shuttle SEL                                                          | Magical Shuttle SEL                                                          |
| MS Selected | Villages Nature - Bailly-Romainvilliers / Val d'Europe ⥋ Aéroport de Paris-Charles-de-Gaulle (Terminal 2E/2F) |                                                                              |                                                                              |                                                                              |                                                                              |                                                                              |                                                                              |                                                                              |                                                                              |
| MS Selected | Ouverture / Fermeture 1er juillet 2017 / — | Longueur 43,5 km                                                             | Durée 90 min                                                                 | Nb. d’arrêts 8                                                               | Matériel —                                                                   | Jours de fonctionnement L, Ma, Me, J, V, S, D                                | Jour / Soir / Nuit / Fêtes O / O / N / O                                     | Voy. / an 500 000,                                                           | Exploitant Transdev AMV                                                      |
| MS Selected | Desserte : - Villes et lieux desservis : Bailly-Romainvilliers (Villages Nature), Serris (Centre commercial du Val d'Europe), Magny-le-Hongre (Hôtels du Val de France) et Aéroport de Paris-Charles-de-Gaulle. - Gares desservies : Val d'Europe et Aéroport Charles-de-Gaulle 2 TGV. |                                                                              |                                                                              |                                                                              |                                                                              |                                                                              |                                                                              |                                                                              |                                                                              |
| MS Selected | Autre : - Arrêts non accessibles aux UFR : Tous - Amplitudes horaires : Le service est assuré tous les jours (vers Aéroport CDG) avec 3 départs le matin de Villages Nature (de 10 h à 12 h environ) puis 2 départs de Val d'Europe (à 14 h et 16 h 30 environ). - Particularités : La ligne est exploitée uniquement dans le sens : Villages Nature (le matin) / Val d'Europe (l'après-midi) → Aéroport CDG via Hôtels du Val de France. - Date de dernière mise à jour : 23 février 2023.                                                                                   |                                                                              |                                                                              |                                                                              |                                                                              |                                                                              |                                                                              |                                                                              |                                                                              |
| MS Selected | Dernière actualisation : — |                                                                              |                                                                              |                                                                              |                                                                              |                                                                              |                                                                              |                                                                              |                                                                              |